# ああ情熱のバンバラヤー/失恋フォトグラフ
『ああ情熱のバンバラヤー/失恋フォトグラフ』（ああじょうねつのバンバラヤー/しつれんフォトグラフ）は、日本の女性アイドルグループ・LinQの17枚目のシングル。
2018年1月31日にFRAMEより発売された。新体制となった11名による再始動後初の両A面シングルである。

## 概要
本シングルは「妖怪ウォッチ」ver.A・B、LinQ ver.A・B・Cの5形態でリリースされ、それぞれに異なるジャケットや特典が付属している。

### ああ情熱のバンバラヤー
ニンテンドー3DS用ゲームソフト『妖怪ウォッチバスターズ2 秘宝伝説バンバラヤー ソード/マグナム』およびテレビアニメ『妖怪ウォッチ』のエンディングテーマとして起用された。ラテン調のサウンドに乗せて、夏を待ち焦がれる情熱的な想いを歌っている。

### 失恋フォトグラフ
過去の恋に想いを馳せながらも、前を向こうとする女性の心情を描いた切ないバラード。揺れる女心を力強いサウンドで表現している。

## 収録内容

### CD
1. ああ情熱のバンバラヤー (4:13)
作詞：高木貴司 / 作曲・編曲：菊谷知樹
2. 失恋フォトグラフ (4:41)
作詞：岩里祐穂 / 作曲・編曲：神谷礼
3. ああ情熱のバンバラヤー（オリジナルカラオケ）
4. 失恋フォトグラフ（オリジナルカラオケ）